# Salama da sugo
La salama da sugo, o anche salamina da sugo, è un salume particolare di carni di maiale tipico della provincia di Ferrara da consumare dopo cottura. Le vengono riconosciuti i marchi IGP e DOP.

## Storia
Cristoforo di Messisbugo, scalco del duca Alfonso I d'Este, nella sua opera pubblicata postuma nel 1549 Banchetti composizioni di vivande e apparecchio generale indica le linee generali che possono essere le prime citazioni di questa preparazione quando descrive il modo di fare "mortadelle di carne" utilizzando vino nell'impasto dell'insaccato.

## Preparazione

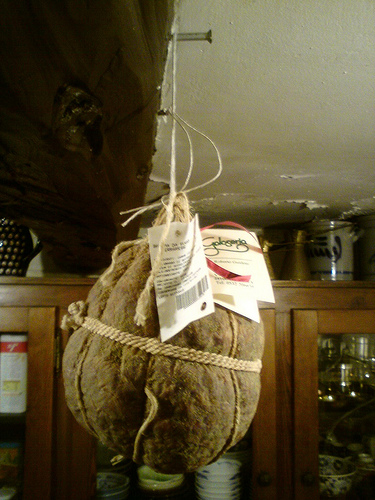
La salama da sugo appesa al suo spago di legatura.

Viene preparata macinando varie parti del maiale quali coppa del collo, guanciale, polpa magra derivante dalla rifilatura della coscia, destinata alla produzione del prosciutto, e dalla spalla, si aggiunge una piccola percentuale di lingua e fegato, alle quali, nella ricetta contemporanea, vengono aggiunte sale, pepe, noce moscata. Preparazioni casalinghe del prodotto a volte prevedono, anche se raramente, l'aggiunta anche di altre spezie come chiodi di garofano e cannella, come richiamo alla prima ricetta della salamina che si conosce, quella risalente al Settecento di Don Domenico Chendi parroco di Tresigallo.
La concia dell'impasto termina con l'aggiunta abbondante di vino rosso robusto e non amabile che, oltre ad aromatizzare l'insaccato, caratterizza in modo determinante la stagionatura, orientando la formazione del tipico sapore. L'impasto viene insaccato nella vescica del maiale stesso, in una caratteristica forma rotondeggiante. Il tipo di legatura permette la formazione di otto o sedici spicchi a seconda della grandezza; dopo qualche giorno d'iniziale essiccatura, la stagionatura continua per circa un anno in adeguati ambienti con un clima da cantina.

## Cottura
Un primo controllo (la cosiddetta piombatura) prevede l'immersione della salama in acqua fredda. Se affonda come un piombo significa che non presenta difetti insorti durante la stagionatura. Se tende a galleggiare significa che durante la maturazione si sono formate piccole sacche d'aria all'interno che potrebbero averla irrancidita.
La fase preparatoria prevede l'immersione in acqua tiepida per una intera notte seguita dal lavaggio sotto l'acqua corrente per togliere lo strato di muffa dovuto alla stagionatura naturale. Per la cottura occorre una pentola alta tale da permettere che la salamina possa restare sospesa e non toccare né il fondo né le pareti durante tutta la cottura che può durare dalle quattro alle otto ore (il tempo dipende dalla percentuale di grasso presente nell'impasto originario e dal tempo di stagionatura, informazioni che si ottengono dalle modalità di produzione). Per ottenere tale risultato è necessario che lo spago di legatura sia sostenuto solitamente da un lungo cucchiaio o mestolo da cucina in legno appoggiato trasversalmente sul bordo della pentola. Durante la cottura fuoriesce parte del grasso e l'impasto raggiunge la giusta consistenza ed il gusto più intenso. La salama, diversamente dal cotechino, non va forata prima della cottura.
Con un prodotto più grasso, la cottura si raggiunge in un minor tempo perché il grasso durante la stagionatura riduce la disidratazione ed il conseguente calo di peso (rispetto ad una salama di alta qualità ottenuta da carni più magre) quindi rimane più morbido e la cottura si raggiunge più velocemente.
Anche la stagionatura influisce sulla durata della cottura. Se è più prolungata occorre cuocere più a lungo per compensare perdita di acqua precedente.
La salama deve restare sempre sospesa e sempre coperta dall'acqua, quindi è fondamentale il rabbocco della pentola con acqua calda quando necessario. 

### Salama da sugo precotta
Nella cucina moderna il tempo da dedicare alla preparazione dei cibi si è ridimensionato rispetto a tempi passati. Considerando anche le difficoltà di una cottura tradizionale da vari decenni sono in commercio a livello locale confezioni di salamina da sugo precotta, esattamente come già avviene, anche se con ben altra diffusione territoriale, per zampone Modena, cotechino, Stinco di maiale ed altri prodotti simili.

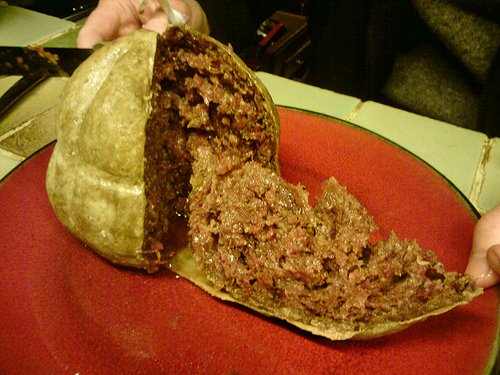
Un modo di servire la salama da sugo.

## Consumo
Solitamente la salama viene consumata calda. Si può procedere rimuovendo la parte superiore ed estraendo la carne con un cucchiaio oppure togliendo interamente la pelle e presentandola ancora intera in un recipiente adatto a raccogliere il sugo che esce durante il taglio a fette o a spicchi. 
Il contorno tradizionale è il purè di patate al quale si aggiunge un cucchiaio del sugo rosso che esce durante il taglio della salamina. Molti altri contorni sono possibili ma tutti meno usati. Per il suo contenuto calorico potrebbe essere consumata come piatto unico, anche se, in certe occasioni, è consuetudine inserirla in un pasto completo che prevede alcuni tra più noti piatti della cucina ferrarese come i cappelletti, oppure dolci come il pampepato, la tenerina, la torta con le tagliatelle o la zuppa inglese.
La consumazione al cucchiaio può avvenire solo per salamine con una stagionatura non oltre i 6-8 mesi e una parte grassa relativamente alta. Le salamine più magre o con tempo maggiore di stagionatura sono adatte al consumo tagliate a spicchi o, dopo un primo taglio in due, a fette.
Un altro modo diffuso di consumare la salamina è affettata fredda. Dopo la cottura, quando il prodotto si è raffreddato, per alcuni giorni è possibile tagliarlo a fette come un altro salume tradizionale e gustato nelle stesse situazioni.

## Tradizione ferrarese
La salama da sugo appartiene da secoli alla tradizione culinaria ferrarese. Riccardo Bacchelli nel suo Il mulino del Po la cita due volte. Renzo Ravenna, malgrado la sua fede ebraica era solito consumarla, anche se una sola volta all'anno. La comunità ebraica estense, da secoli presente a Ferrara, ne ha prodotto una variante kasher. Orio Vergani raccontò di averla apprezzata grazie a Italo Balbo che durante le sue visite a Ferrara gli aveva fatto conoscere tutti i segreti della città.

## Sagre e manifestazioni
La "Sagra della salamina da sugo al cucchiaio" si tiene tra fine settembre e inizio ottobre a Poggio Renatico, in località Madonna Boschi.
Il "La sagra della salama da sugo di Buonacompra" si tiene a metà di luglio a Buonacompra. Sempre a Buonacompra, si tiene "I giorni della salama da sugo I.G.P.", a metà ottobre.
Il "Campionato mondiale della salama da sugo" si tiene nella seconda metà di febbraio a Fiscaglia organizzato dal Centro Culturale ANCeSCAO Il Volano, in località Migliarino.

## Riconoscimenti
Antonio Frizzi, storico e scrittore ferrarese, nel 1772 gli ha dedicato un poemetto: La Salameide.
La salama da sugo è stata inclusa nell'elenco dei Prodotti agroalimentari tradizionali e una menzione autonoma è data alla salama da sugo di Madonna dei Boschi.
Il 24 ottobre 2014 la «Salama da Sugo» è stata iscritta nel registro delle indicazioni geografiche protette (IGP).